# جودوی پارالمپیک
جودوی پارالمپیک یا پارا جودو اقتباسی از ورزش هنر رزمی ژاپنی جودو برای رقبای کم‌بینا است. قوانین ورزش تنها کمی با رقابت‌های معمولی جودو متفاوت هستند. پارا جودو از سال ۱۹۸۸ برای مردان و از سال ۲۰۰۴ برای زنان بخشی از برنامهٔ بازی‌های پارالمپیک تابستانی بوده است.

## قوانین
مسابقات جودوی پارالمپیک توسط فدراسیون جهانی جودو (IJF) و با برخی تغییرات اعمال‌شده توسط فدراسیون بین‌المللی ورزش‌های نابینایان (IBSA) اداره می‌شود. در مسابقات، تفاوت اصلی این است که دو رقیب مسابقه را با گرفتن آزادانهٔ لباس جودوی یک‌دیگر (کومی‌کاتا) آغاز می‌کنند و اگر رها شوند، مسابقه متوقف می‌شود و رقبا به مرکز برمی‌گردند و یکدیگر را می‌گیرند.

## جی۱ / جی۲
در دسامبر ۲۰۲۱، فدراسیون بین‌المللی ورزش‌های نابینایان مسابقات پارا جودو را به دو کلاس جی ۱ و جی ۲ تقسیم کرد.